# Erica Carlson
Pour les articles homonymes, voir Carlson.
Erica Carlson, née le 4 août 1981 à Trollhättan (Suède), est une actrice suédois.

## Filmographie

### Au cinéma
- 1998 : Fucking Åmål : Jessica Olsson
- 2004 : Camp Slaughter (sv) : Trudy
- 2004 : 6 Points (sv) : Petra
- 2005 : Tjenare kungen (sv) : Abras syrra
- 2010 : Puss (sv) : Frida

### À la télévision
- 2006 : Humorlabbet (sv) (série TV) : Lizette